# Realløn
Realløn betegner (nominel) lønindkomst renset for inflation/deflation, dvs. opgjort i faste priser. Realløn betegner, hvad lønmodtageren reelt får ud af sine penge i form af købekraft. Hvis reallønnen er steget, har forbrugeren mulighed for at købe flere varer for sin løn end tidligere.
Over længere tidsrum regnes den gennemsnitlige realløn normalt at stige i takt med den økonomiske (real)vækst, fordi lønningerne følger arbejdernes produktivitet. I kortere perioder, og især under lavkonjunkturer, hvor arbejdsløsheden er høj eller stigende, kan reallønnen dog godt være faldende. Ændringer i udbud af og efterspørgsel efter bestemte faggrupper kan også medføre, at nogle grupper får enten en mere eller en mindre gunstig reallønsudvikling end den gennemsnitlige. 
| Økonomi | Spire Denne artikel om økonomi er en spire som bør udbygges. Du er velkommen til at hjælpe Wikipedia ved at udvide den. |